# Monhystera parvella
Monhystera parvella är en rundmaskart som beskrevs av Nikolai Nikolaievich Filipjev 1931. Monhystera parvella ingår i släktet Monhystera och familjen Monhysteridae. Inga underarter finns listade i Catalogue of Life.